# Eumecurus lativertex
Eumecurus lativertex är en insektsart som beskrevs av Dlabola 1994. Eumecurus lativertex ingår i släktet Eumecurus och familjen kilstritar.
Artens utbredningsområde är Israel. Inga underarter finns listade i Catalogue of Life.